# Balehosur, Shirhatti
Balehosur là một làng thuộc tehsil Shirhatti, huyện Gadag, bang Karnataka, Ấn Độ.